# Логистический центр
Логистический центр — транспортно-логистические центры предоставляют площади экспедиторским и транспортным компаниям, а также стоянки для грузовых автомобилей. Они же могут ремонтировать транспортные средства, оказывать таможенные, брокерские и другие услуги.
Развитая система логистических центров позволяет сокращать цепи поставок, оптимизировать товарные потоки, повышать манёвренность поставок. Фактически, логистические центры создаются для того, чтобы решить проблему доставки грузов от поставщика к потребителю в кратчайшие сроки и с наименьшими финансовыми затратами.
Максимального эффекта для оптимальной организации товарных потоков можно добиться только при правильном объединении логистических центров в логистические сети.